# Lepidiota suspicax
Lepidiota suspicax är en skalbaggsart som beskrevs av Carl August Dohrn 1882. Lepidiota suspicax ingår i släktet Lepidiota och familjen Melolonthidae. Inga underarter finns listade i Catalogue of Life.